# Parc du Moulin Blanc
Le parc du moulin blanc est un domaine se situant sur la commune de Saint-Zacharie dans le Var, en France. Ce domaine possède un arboretum. Il  appartient a la famille de Saporta.

## Histoire
Le domaine remonte au XIVe siècle et divers bâtiments subsistants (pigeonnier, chapelle) datent du XVIIe siècle. En 1851, un parc paysager est créé par le paysagiste de Drée et le château actuel est construit en 1858.
Le domaine (parc et château) a été inscrit au titre des monuments historiques en 2002.